# La alucinación del alquimista
La alucinación del alquimista (L'hallucination de l'alchimiste) es una película muda de la productora francesa Star Film del año 1897, del director pionero Georges Méliès.

## Sinopsis
Entre lo que se sabe del film, se tiene constancia de que la escena contenía una estrella con cinco cabezas femeninas y una cara gigante de cuya boca salía gente. El escenario para ello fue pintado a mano.

## Supervivencia e influencia
La película fue lanzada por Star Film Company y figura en sus catálogos con el n.º 95. Hoy en día, se considera perdida.
The Clown and the Alchemist, corto del año 1900, dirigido por J. Stuart Blackton y Albert E. Smith y producido por Edison Manufacturing Company, podría haberse inspirado en esta película.